# Farhādān
Farhādān (persiska: فرهادان) är en ort i Iran.   Den ligger i provinsen Nordkhorasan, i den nordöstra delen av landet, 600 km öster om huvudstaden Teheran. Farhādān ligger 1 728 meter över havet och antalet invånare är 138.
Terrängen runt Farhādān är huvudsakligen kuperad, men åt sydväst är den platt.Runt Farhādān är det ganska tätbefolkat, med 54 invånare per kvadratkilometer. Närmaste större samhälle är Qarah Shāhverdī, 6,2 km nordost om Farhādān. Trakten runt Farhādān består i huvudsak av gräsmarker.